# Teun Beijnen
Anthonie Christiaan Beijnen –conocido como Teun Beijnen– (13 de junio de 1899-13 de julio de 1949) fue un deportista neerlandés que compitió en remo.
Participó en dos Juegos Olímpicos de Verano en los años 1924 y 1928, obteniendo una medalla de oro en París 1924 en la prueba de dos sin timonel. Ganó cinco medallas en el Campeonato Europeo de Remo entre los años 1923 y 1926.

## Palmarés internacional
| Juegos Olímpicos   | Juegos Olímpicos       | Juegos Olímpicos | Juegos Olímpicos   |
| Año                | Lugar                  | Medalla          | Prueba             |
| ------------------ | ---------------------- | ---------------- | ------------------ |
| 1924               | París (Francia)        | Medalla de oro   | Dos sin timonel    |
| Campeonato Europeo |                        |                  |                    |
| Año                | Lugar                  | Medalla          | Prueba             |
| 1923               | Como (Italia)          | Medalla de plata | Cuatro con timonel |
| 1924               | Lucerna (Suiza)        | Medalla de oro   | Dos con timonel    |
| 1924               | Lucerna (Suiza)        | Medalla de plata | Dos sin timonel    |
| 1925               | Praga (Checoslovaquia) | Medalla de plata | Ocho con timonel   |
| 1926               | Lucerna (Suiza)        | Medalla de oro   | Ocho con timonel   |